# Isola Boiana
L'isola Boiana o isolotto Ada (in montenegrino Ada Bojana/Ада Бојана) è un'isola del Montenegro, nel mare Adriatico meridionale, situata al confine con l'Albania.

## Geografia
L'isola si trova alla foce del fiume Boiana che divide in due bracci nel suo sbocco al mare; ha la forma di un triangolo equilatero il cui lato misura circa 3,3 km. Nelle vecchie mappe invece all'estuario della Boiana non appariva nessuna isola e il suo attuale lato settentrionale era attaccato al continente.

A nord-ovest, in mare aperto e a 5,6 km, si trova lo scoglio Derana.
| Ada Bojana                 | Mesi | Mesi | Mesi | Mesi | Mesi | Mesi | Mesi | Mesi | Mesi | Mesi | Mesi | Mesi | Stagioni | Stagioni | Stagioni | Stagioni | Anno  |
| Ada Bojana                 | Gen  | Feb  | Mar  | Apr  | Mag  | Giu  | Lug  | Ago  | Set  | Ott  | Nov  | Dic  | Inv      | Pri      | Est      | Aut      | Anno  |
| -------------------------- | ---- | ---- | ---- | ---- | ---- | ---- | ---- | ---- | ---- | ---- | ---- | ---- | -------- | -------- | -------- | -------- | ----- |
| T. max. media (°C)         | 10,5 | 12,5 | 16,1 | 18,9 | 23,2 | 28,9 | 32,4 | 33,6 | 27,8 | 20,8 | 13,5 | 11,2 | 11,4     | 19,4     | 31,6     | 20,7     | 20,8  |
| T. min. media (°C)         | 0,8  | 1,5  | 3,7  | 5,1  | 7,9  | 10,8 | 13,2 | 11,0 | 8,0  | 4,1  | 0,8  | −2,1 | 0,1      | 5,6      | 11,7     | 4,3      | 5,4   |
| Precipitazioni (mm)        | 231  | 240  | 245  | 189  | 205  | 187  | 203  | 167  | 207  | 240  | 222  | 189  | 660      | 639      | 557      | 669      | 2 525 |
| Umidità relativa media (%) | 77,0 | 81,3 | 75,2 | 70,5 | 62,9 | 53,5 | 60,8 | 71,3 | 66,9 | 68,3 | 72,1 | 72,0 | 76,8     | 69,5     | 61,9     | 69,1     | 69,3  |